# 타이베이 첩운 신베이터우 지선
타이베이 첩운 신베이터우 지선(중국어 정체자: 新北投支線, 한어 병음: Xīnběitóu Zhīxiàn, 통용 병음: Sinběitóu Jhihsiàn, 한자음: 신북투지선)은 단수이 선의 고가형 대용량 대응 지선이다. 1997년 3월 28일에 개통했으며, 1.2 km (0.75 mi) 길이의 2개 역으로 구성된다.

## 역사
이 노선의 전신은 1916년부터 타이완 철로 관리국에서 비슷한 구간의 노선이 건설되어 운영되어왔다. 이후 지하철 노선으로 재건을 위해, 1988년 7월 15일에 디젤 열차 운행을 중단하였다. 1997년 3월 28일, 타이베이 첩운의 일부로 운행이 재개되었다.

## 노선 운영
노선 운영은 개통 이후부터 문제가 되어왔다. 주민들의 소음 공해에 대한 불만이 많은 제한을 불러왔다. 그래서 노선이 개통된 지 겨우 6개월 만에 열차 운행 횟수를 줄여야했다. 1998년 11월 1일에 노선에서 운행하는 차량 수는 6대에서 3대로 줄었다. 2007년까지 영업 시간은 오전 7시부터 오후 9시 까지로 제한되었다. 열차는 현재 급커브의 플랜지 때문에 25 km/h (16 mph)의 속도로 제한하여 운행한다.
TRTS는 2006년까지 방음벽 설치를 완료했으며 2007년 9월 14일 오전 6시에서 자정까지 영업 시간을 연장했다. 단수이 선에 있었던 현 중허신루선 열차가 신베이터우 지선에서 대신 운행할 수 있는 수준의 소음 기준이 충족되었다고 판단되었다. 열차는 혼잡 시간 동안 7-8분당 최대 1회 운행한다.
이후 노선이 손실로 운영되고 있는 것으로 보고되었다. 2005년에 자기부상열차 운전으로 소음 공해의 문제가 해결 될 것이라는 제안이 제기되었으나, 운영 비용에 대한 타당성에 대해 조롱 거리가 되었다.

## 철도 차량
개조된 C301형(013/014대)은 원래 3량 편성으로 운행되었으며, 시스템 고유로 만들었다. 2007년 이후, 열차는 비슷한 길이의 목적으로 만들어진 C371형으로 대체되었다.

## 역 소개
| 역명                                     | Station Name | 역번호 | 소재지     | 소재지              | 환승                                        |
| ---------------------------------------- | ------------ | ------ | ---------- | ------------------- | ------------------------------------------- |
| 타이베이 MRT 신베이터우 지선(新北投支線) |              |        |            |                     |                                             |
| 신베이터우(新北投)                       | Xinbeitou    | R22    | 타이베이시 | 베이터우 구(北投區) | ■베이터우 케이블카(北投空中纜車)(역외 환승) |
| 베이터우(北投)                           | Beitou       | R22A   | 타이베이시 | 베이터우 구(北投區) | 타이베이 첩운 단수이신이선                  |

## 같이 보기
- 타이베이 첩운
- 타이베이 첩운 단수이신이선